# Voyage of the Damned (Doctor Who)
El viaje de los condenados (Voyage of the Damned) es un episodio especial navideño de la longeva serie británica de ciencia ficción Doctor Who. Se emitió originalmente el 25 de diciembre de 2007, dura 72 minutos y es el tercer especial navideño de la serie moderna. Contiene la única aparición en Doctor Who de la cantante y actriz australiana Kylie Minogue. El productor Russell T Davies  describió el casting de Minogue como "un caso especial", al escribir el papel de Astrid pensando específicamente en ella. En su emisión original, El viaje de los condenados fue visto por 13,31 millones de espectadores, la cifra de audiencia más alta desde el serial de 1979 City of Death, y hoy en día sigue teniendo la audiencia más alta de la serie moderna. Fue el segundo programa más visto en Reino Unido de todo el año 2007, solo derrotado por el episodio de EastEnders que se emitió justo después. La crítica se mostró dividida con el episodio; unos alababan y otros criticaban el guion y la interpretación de Kylie Minogue. También supuso la primera aparición en la serie de Bernard Cribbins interpretando a Wilfred Mott.

## Argumento
El argumento continúa desde la última escena de El último de los Señores del Tiempo (que es también la última escena del "minisodio" benéfico Choque temporal), cuando un crucero espacial de lujo llamado Titanic, que es una réplica del famoso RMS Titanic atraviesa los muros de la TARDIS. Tras su colisión posterior con una lluvia de meteoritos y una matanza que realizan los robots de servicio con todo el pasaje y tripulación, el Décimo Doctor (David Tennant) trabaja con una camarera llamada Astrid Peth (Kylie Minogue) y un grupo de supervivientes para evitar el choque inminente de la nave con la Tierra, al tiempo que procuran mantenerse con vida de los robots asesinos.

## Producción

### Casting
Durante la rueda de prensa de la tercera temporada de la serie en marzo de 2007, Will Baker, director creativo de Kylie Minogue, se acercó al equipo de producción para proponerles la aparición de ella en el programa. La productora ejecutiva Julie Gardner le respondió que Minogue podría aparecer como invitada si tenía la agenda libre. Minogue mostró oficialmente su interés el 26 de marzo de 2007, y así se le dio un papel especial como acompañante del Doctor. La aparición de Minogue permitiría crear una transición más fácil entre Martha Jones y "Penny", la acompañante prevista para la cuarta temporada que después fue reemplazada por Catherine Tate como Donna Noble, y también proporcionaría a una estrella para el especial navideño. La primera vez que se hizo pública su elección fue en News of the World en abril de 2007. Al principio Davies desmintió la historia, pero Baker y Minogue al mismo tiempo confirmaban que ella aparecería en el programa. Fue oficialmente confirmada el 3 de julio de 2007. Baker ya era un fan de Doctor Who y había incluido elementos de la serie clásica en las giras de Kylie.
Clive Swift y Geoffrey Palmer habían aparecido anteriormente en la serie clásica. Swift en Revelation of the Daleks, y Palmer en Doctor Who and the Silurians y The Mutants. Jessica Martin había aparecido en The Greatest Show in the Galaxy. Además, Bernard Cribbins había aparecido en la segunda adaptación cinematográfica de Doctor Who, Daleks' Invasion Earth: 2150 A.D. protagonizada por Peter Cushing.

### Guion
Russell T Davies escribió el episodio después del casting de Minogue. El personaje de Astrid Peth fue escrito para ella, y Davies dijo que Minogue era un "caso muy especial": consideraba que escribir un papel específicamente para un actor era "terreno peligroso", porque el actor deseado podría no estar disponible o rechazar el papel. En los primeros borradores, Astrid no moría; Davies decidió que la muerte de Astrid era necesaria para permitir a Minogue concentrarse en su carrera musical. Davies describió su muerte original en una caída por un precipicio durante una pelea con Capricorn como "fugaz". Intensificó la escena cambiando a Max de un automóvil a un diseño cibernético, y el ataque de Astrid de una pelea a una carretilla elevadora. Davies pensó que la escena una vez revisada tenía "tanta belleza visual", y le daba romanticismo al "sacrificio final" de Astrid.
Davies basó el episodio en el formato tradicional de cine de desastres, con especial influencia de la película de 1972 La aventura del Poseidón: incluso consideró "darle la vuelta a la nave" antes de descartarlo por problemas de presupuesto; y el personaje de Foon Van Hoff (Debbie Chasen) está basado en el de Bellen Rosen (Shelley Winters). Se distinguía de la historia original en su clímax: el formato de Doctor Who requería la presencia de un antagonista: Max Capricorn, cuyo plan era sabotear la nave como parte de una estafa a una aseguradora. La descripción de Kansas se basó en la de la película de 1939 El mago de Oz. La trama también toma muchos elementos del videojuego de 1998 Starship Titanic, que fue diseñado por el antiguo guionista de Doctor Who Douglas Adams.
El episodio tiene otras referencias externas al universo interno de la serie: el episodio está dedicado a Verity Lambert, la productora fundadora de la serie, que murió el 22 de noviembre de 2007, un día antes del 45 aniversario del programa; y la trama de Max es una referencia al presentador virtual de los 80 Max Headroom; Davies introdujo referencias a otros episodios de Doctor Who, enfatizando la consciencia de la sociedad de la presencia alienígena y la tradición de los consecutivos ataques a Londres por Navidad, describiendo esto último como algo que "se está convirtiendo en una broma"; el uso de la famosa frase del Doctor "allons-y Alonso"  cuando ayuda a enderezar la nave completa un gag que se inició en El ejército de fantasmas; y continúa la aparición de ángeles después de Parpadeo, protagonizada por los ángeles llorosos, y El sonido de los tambores y El último de los Señores del Tiempo, donde la red de comunicación de El Amo se llamaba la "Red Arcángel".

### Rodaje
El rodaje se hizo principalmente entre el 9 de julio y el 11 de agosto de 2007; El 12 de julio, la madre de Tennant, Helen McDonald, comenzó a sucumbir a su cáncer. Así, se rediseñó el plan de producción para permitir a Tennant estar presente cuando ella muriera y fuera enterrada; falleció el 15 de julio y su entierro fue el 21. Durante la ausencia de Tennant, se rodaron las escenas en el área de recepción del Titanic, en Swansea y en la bahía de Cardiff. Tennant rodó su parte en la escena el 16 y 17 de julio.

## Emisión y recepción

### Emisión
Las mediciones provisionales de audiencia por la noche estimaban que la emisión fue vista por 12,2 millones de espectadores. Las mediciones definitivas fueron de 13,31 millones, con un pico de 13,8 millones, la segunda audiencia más alta de todo el año 2007, solo superada por el episodio de la soap opera EastEnders que se emitió justo después y que fue vista por 13,9 millones de espectadores. Este resultado es el más alto de la serie moderna, superando el récord anterior de Rose. También es la audiencia más alta en general de Doctor Who desde 1979, específicamente desde el episodio final de City of Death. El índice de apreciación fue de 86 ("excelente"), por encima de la puntuación media de programas dramáticos que era 77, y fue el índice más alto en toda la televisión analógica terrestre en Reino Unido el día de Navidad. Aunque no se rodó en HD, la BBC lo emitió en BBC One HD el 29 de diciembre de 2010, reescalado a HD e incluyendo sonido Dolby Surround. Fue el primer episodio de Doctor Who rodado en SD que se reescaló a HD para emitirlo en televisión, y el segundo en general que sufrió este reescalado de SD a HD, el primero fue el especial de Navidad de 2008, El siguiente Doctor, para su publicación en la compilación especial en Blu-ray de todos los especiales de 2009.

### Crítica
Millvina Dean, última superviviente del hundimiento del Titanic, criticó el episodio diciendo que era "irrespetuoso hacer entretenimiento de una tragedia semejante". La organización Christian Voice expresó su ofensa por la imaginería de una escena en la que el Doctor es elevado por la nave por dos robots ángeles, creyendo que la representación mesiánica del Doctor era "inapropiada"; sin embargo, en abril de 2008 se animó a los vicarios a usar esa misma escena para "ilustrar temas de resurrección, redención y el mal" a la gente joven.
Gareth McLean, que asistió a un preestreno para The Guardian, apreció el uso del episodio de "la ambientación de película de desastres", y tuvo una conclusión general satisfactoria: "Durante la mayor parte, El viaje de los condenados es absolutamente bárbaro". Su principal defecto, en su opinión, era la interpretación "falsa e insípida" de Kylie Minogue. James Walton del Daily Telegraph le dio al episodio una crítica positiva, resumiéndolo como "una combinación ganadora de imaginación salvaje y guion cuidadosamente escrito". Alex Clark de The Observer comentó que la cuenta de muertos era bastante alta, pero aun así pensó que el episodio era "un cúmulo de tonterías descaradas e invención descuidada". Harry Venning de The Stage concluyó su crítica positiva diciendo que "estaba a la altura del alto listón de Doctor Who". Doctor Who Magazine colocó dos de las muertes del episodio en su lista con el top-100 de muertes de la historia del programa. La muerte de Bannakaffalatta, un sacrificio para salvar al grupo del Doctor, fue colocada dentro del "top 20 de lágrimas". La muerte de Astrid recibió el título de "la mejor escena de muerte de Doctor Who de todos los tiempos", comentando que "toca todas las categorías principales (espantosa, aterradora, auto sacrificio, lágrimas y sorprendente), y "su muerte podría hacer llorar hasta a un ojo de cristal". Tim Teeman de The Times le dio al episodio una crítica negativa, diciendo que "fue aburrido, a pesar de la interminable brillantez del CGI". El Daily Mirror comentó que el episodio tenía "algo de imaginería brillantemente psicodélica a lo Pink Floyd", "grandes malos" y "bromas cuidadas", pero lamentó que "la trama era un desastre, compuesta principalmente de una escena de persecución y alta tecnología tras otras, descendiendo hacia ruido y estruendo".